# Estació de Tablada
L'estació de Tablada és una estació de ferrocarril situada al municipi espanyol de Guadarrama a la comunitat autònoma de Madrid. Forma part de la línea Villalba-Segòvia, per la qual presta servei la línia 53 de Mitjana Distància Madrid-Segòvia amb serveis Regionals cadenciats gestionats per Renfe Mitjana Distància que donan continuïtat a la línia ferroviària des de Cercedilla cap Segòvia, enllaçant amb la línia C-8 de Rodalies Madrid.

## Història
Les obres del tram Villalba-Segòvia van concloure al any 1888, però l'estació de Tablada no es va construir fins al 1916 com a suport de les estaciones de l'Espinar i de Cercedilla, a més de per a servir d'accés a les instal·lacions metge-sanitàries que s'hi estaven desenvolupant a aquella zona durant l'època, entre les que es trobaven diversos sanatoris i fonts. Igualment, també va suposar la creació d'una nova forma d'accés cap la naturalesa de la serra, el que unit al creixent turisme relacionat amb la salut, tingué repercussió de forma directa en la creació d'habitatges de cap de setmana a prop de l'estació.
La construcció de l'actual edifici de viatgers data de principis del segle xx, concretament de l'any 1916, època en què es van construir la majoria de les instal·lacions amb les que compta l'estació, ja que també d'aquesta època són la sub-estació elèctrica, els habitatges per a agents de la sub-estació, així com a la casa per a guarda-agulles. De fet, el recinte no començà a prestar serveis per a viatgers vins el 20 de maig del 1922.

## Línies
| Línia MD | Trens    | Origen/Destí            |  | Destí/Origen |
| -------- | -------- | ----------------------- |  | ------------ |
| 53       | Regional | Madrid-Atocha Cercanías |  | Segovia      |